# Chavanoz
Chavanoz là một xã thuộc tỉnh Isère, vùng Rhône-Alpes đông nam nước Pháp. Xã này nằm ở khu vực có độ cao trung bình 237 mét trên mực nước biển.
Sông Bourbre chảy theo hướng bắc qua khu vực phía đông thị trấn, sau đó chảy vào sông Rhone.

## Dân số
| Năm      | Dân số | ±%      |
| -------- | ------ | ------- |
| 1793     | 443    | -       |
| 1800     | 474    | + 7,0%  |
| 1821     | 673    | + 42,0% |
| 1831     | 871    | + 29,4% |
| 1841     | 1,212  | + 39,2% |
| 1851     | 1.139  | −6,0%   |
| 1861     | 1.234  | + 8,3%  |
| 1872     | 900    | −27,1%  |
| 1881     | 906    | + 0,7%  |
| 1891     | 914    | + 0,9%  |
| 1901     | 930    | + 1,8%  |
| 1911     | 919    | −1,2%   |
| 1921     | 902    | −1,8%   |
| 1931     | 1.020  | + 13,1% |
| Năm 1946 | 1,047  | + 2,6%  |
| 1954     | 1.166  | + 11,4% |
| Năm 1962 | 1.382  | + 18,5% |
| Năm 1968 | 1.935  | + 40,0% |
| 1975     | 2.350  | + 21,4% |
| 1982     | 3.834  | + 63,1% |
| 1990     | 3.900  | + 1,7%  |
| 1999     | 3.954  | + 1,4%  |
| 2011     | 4.306  | + 8,9%  |